# Shulamith Muller
Shulamith Muller (nhũ danh Movshowitz, tháng 12 năm 1922 - tháng 7 năm 1978) là một luật sư, nhà cộng sản và nhà hoạt động chống phân biệt chủng tộc người Nam Phi. Muller là một trong những luật sư của Phiên tòa phản quốc năm 1956.

## Tiểu sử
Muller được sinh ra ở Pretoria vào tháng 12 năm 1922. Muller theo học Đại học Pretoria nơi cô học luật và trở thành luật sư vào năm 1948. Trong quá trình luyện tập, bà đã làm việc với Oliver Tambo, Nelson Mandela, Arthur Chaskalson và George Bizos. Muller cho phép Đại hội Công đoàn Nam Phi (SACTU) làm việc bí mật từ văn phòng của bà.
Muller làm việc với tư cách là cố vấn của Viola Hashe vào năm 1956 và ngăn Hashe khỏi bị trục xuất. Muller cũng đã kháng cáo cho Sophia Williams-De Bruyn. Muller cũng tham gia vào Phiên tòa phản quốc năm 1956 với tư cách là một trong những luật sư hướng dẫn, tiếp nhận vụ án khi cô mang thai bảy tháng.
Muller đã bị bắt trong trường hợp khẩn cấp sau Sharpeville và bị tống giam đầu tiên tại Pháo đài Johannesburg và sau đó bị đưa đến nhà tù trung tâm Pretoria. Trong tù, bà đã giúp đỡ người khác với sự trợ giúp pháp lý. Bà đã phải chịu đánh đòn và quấy rối của Chi nhánh đặc biệt để không thể thực hành luật một cách hiệu quả. Năm 1962, bà và gia đình chạy trốn đến Swaziland.
Vào tháng 8 năm 1962, sau khi bà đến Swaziland, một lệnh bịt miệng đã được áp đặt cho bà và 101 nhà hoạt động Nam Phi khác, ngăn chặn việc xuất bản những lời nói và bài viết của họ. Nam Phi đuổi bà ra khỏi Hội luật sư vào tháng 8 năm 1971. Bà chết ở Swaziland vào tháng 7 năm 1978.
Sau khi bị loại khỏi danh sách luật sư ở Nam Phi trong hơn 30 năm, Muller cuối cùng đã được Tòa án tối cao tại Johannesburg phục hồi sau đó vào năm 2005. Con trai bà, Arnold, đã thỉnh cầu Tòa về sự phục hồi này.